# Rivière Baudoncourt
Der Rivière Baudoncourt ist ein 43 km langer Zufluss der Ungava Bay in der kanadischen Provinz Québec.

## Flusslauf
Der Rivière Baudoncourt entspringt 69 km ostnordöstlich von Kangiqsualujjuaq auf einer Höhe von etwa 610 m im Nordosten der Labrador-Halbinsel. Er fließt in überwiegend nordwestlicher Richtung durch die Tundralandschaft des Kanadischen Schildes. Mehrere kleinere Seen liegen entlang des Flusslaufes. Der Rivière Baudoncourt mündet schließlich in das Kopfende einer 18 km langen schmalen Bucht, die zur Keglo Bay am Ostrand der Ungava Bay gezählt wird. Der Rivière Baudoncourt entwässert ein Gebiet von 409 km². Das Einzugsgebiet grenzt im Norden an das des Rivière Abrat, im Osten an das des Rivière André-Grenier, ein Nebenfluss des Rivière Koroc, sowie im Süden und im Südwesten an das des Rivière Baudan.